# Villa Jakobsberg

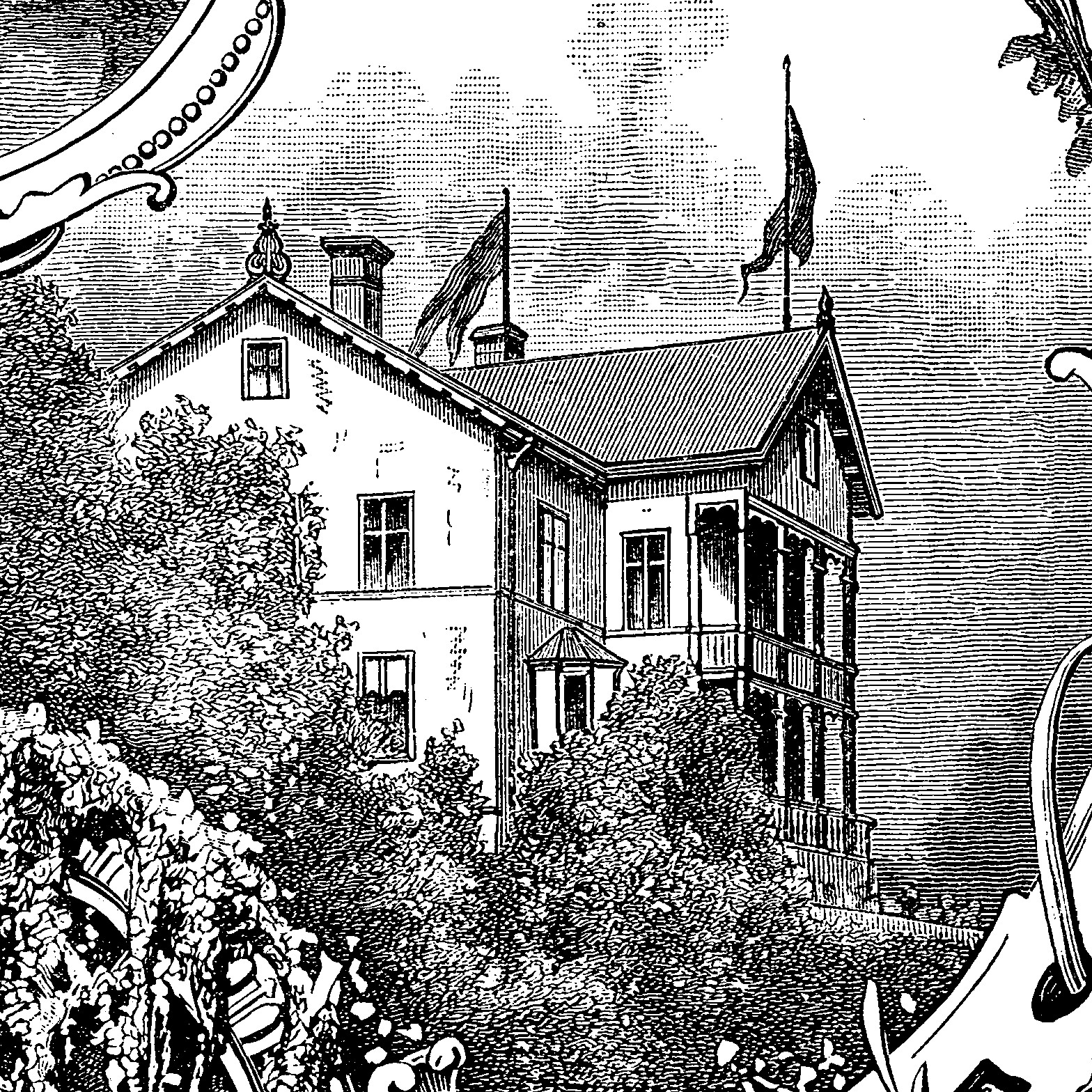
Villa Jakobsberg illustrerad i Svenska Familj-Journalen 1881

Villa Jakobsberg är en byggnad i kvarteret Lupinen i Mariekälla i Södertälje. Den ansågs så typisk för badortstidens Södertälje att den avbildades i ett reportage i Svenska Familj-Journalen 1881.
Komplexet består av en huvudbyggnad, med två flyglar intill. Byggnaderna är i en tidstypisk stil, och har träpanelsarkitektur. Huvudbyggnaden har en för tiden typisk glasveranda. Egendomen bildades av traktören Jacob Jacobsson, som köpte upp mark i området.
I slutet av 1800-talet blev Södertälje känt som badort med badanläggningar, park och hotell. Badortsverksamheten blomstrade och delar av Stockholmssocieteten tillbringade sommarsäsongen i Södertälje. Under senare delen av 1870-talet köpte grosshandlare Abrahamsson fastigheten och uppförde de nuvarande byggnaderna som sitt sommarnöje. Under Abrahamssons tid såldes stora delar av den kringliggande jordbruksegendomen.
På 1920-talet blev gården ett pensionat vid namn Jacobsbergs Vilohem. Sedan 1955 är den kursgård åt Scania. 